# Everywhere (Fleetwood Mac)
Everywhere è un singolo del 1987 del gruppo rock anglo-americano Fleetwood Mac, estratto dall'album Tango in the Night.
Il brano, scritto ed interpretato da Christine McVie, fu pubblicato negli Stati Uniti nel 1987 e raggiunse la posizione n. 14 nella classifica Billboard Hot 100, nonché la vetta della classifica Adult Contemporary Singles, rimanendovi per 3 settimane.
La canzone fu pubblicata nel Regno Unito il 21 marzo 1988, raggiungendo la posizione n. 4 in classifica (nonché la n. 45 nelle classifiche australiane). Nel resto d'Europa, Everywhere raggiunse tra l'altro la prima posizione in Belgio e la seconda posizione in Irlanda.
Dopo essere stata scelta come base musicale di una pubblicità della società di telefonia mobile britannica 3, Everywhere è riapparsa nella Official Singles Chart, arrivando fino alla posizione n. 15 nel marzo 2013.
Il brano è stato oggetto di numerose cover, da parte di artisti come Chaka Khan ed i Vampire Weekend.

## Descrizione
Il video musicale della canzone è una rappresentazione visiva della poesia The Highwayman ("il bandito") di Alfred Noyes. Esistono due versioni del video; in una la storia coinvolge ciascun membro della band, mentre nell'altra la band non è affatto presente.

## Classifiche

### Classifiche di fine anno
| Classifica (2022) | Posizione |
| ----------------- | --------- |
| Regno Unito       | 91        |
| Classifica (2023) | Posizione |
| Regno Unito       | 44        |
| Classifica (2024) | Posizione |
| Regno Unito       | 40        |